# Halictus desertorum
Halictus desertorum är en biart som beskrevs av Morawitz 1876. Halictus desertorum ingår i släktet bandbin, och familjen vägbin. Inga underarter finns listade i Catalogue of Life.